# Adarnaz I. od Tao-Klardžetije
Adarnaz I. od Tao-Klardžetije (gruz. ადარნასე) bio je iberijski plemić s kraja 8. stoljeća (Kartli, moderna Gruzija) i osnivač gruzijske dinastije Bagrationi. Utvrdio se u Tao-Klardžetiji kao vazal dinastije Hosroida. Nasljeđivanjem je širio svoje teritorije, i postavio temelje za svojoj dinastiji na čelu Kneževine Iberije.
Srednjovjekovna gruzijska kronika Povijest kralja Vahtanga Gorgasalija, koja se pripisuje Džuanšeru Džuanšerijaniju, donosi da je knez (mtavari) Adarnaz došao gruzijskom hosroidskom vladaru Arčilu i zatražio zemlju, pristajući zauzvrat biti njegov vazal. Dobio je Šulaveri i Artani (današnja Turska). Prema istom odlomku, Adarnaz je potomak proroka Davida, i nećak - te prema drugom rukopisu - unuk "Adarnaza Slijepog"; čiji je otac bio "u srodstvu s Bagratidima", a Bizant ga postavio za vojvodu u armenskim zemljama. Tlačen arapskim guvernerom Marvanom, "prešao je na dvor kuropalata Guarama III. i tamo ostao".
Povjesničar Kiril Tumanov pretpostavlja da je "Adarnaz Slijepi" kod Džuanšera - koji je drugdje neprovjeren - zapravo armenski Ašot III. Slijepi (oko 690. – 762.) Po tome bi Adarnaz bio Ašotov unuk, a ne nećak. Ašotov sin Vasak se oženio kćerkom gruzijskog kneza Guarama i živio je kao bjegunac na njegovom dvoru nakon katastrofalne pobune armenskog plemstva protiv arapske vlasti 772. godine. Vasak nije zabilježen u gruzijskim izvorima, u kojima se podrijetlo gruzijskih Bagratida više naklanja teoriji o porijeklu od kralja Davida. Dakle, Sumbat Davitisdze, biograf gruzijske dinastije iz 11. stoljeća, samo se usputno osvrće na Adarnaza i projecira, pogrešno ili namjerno, dolazak predaka Bagratida nekoliko stoljeća ranije.
Adarnaz je bio oženjen kćerkom princa Nersea od Iberije s kojom je imao dvoje djece. Njegov sin Ašot naslijedio ga je u Tao-Klardžetiji i tako kao prvi Bagratid postao knezom Iberije. Prema Kronikama Kartlije, Adarnaz je imao i kćer Latavriju. Udala se za Džuanšera, Arčilovog sina, onog istog od kojeg je Adarnaz dobio zemlju i pokroviteljstvo. Džuanšerova majka u početku se protivila braku, zbog neznanja o Davidovom podrijetlu Bagratida. Ovaj dinastički savez omogućio je Adarnazu daljnje širenje svojih posjeda. Arčilovi teritorijalni posjedi bili su podijeljeni između tri nasljednika; od kojih je jedan bio Džuanšer. Kad je Džuanšer umro, oko 806. godine, Adarnaz je naslijedio njegovu trećinu preko svoje kćeri. Tim posjedima i posjedima stečenim za života njegovog zeta, postavio je temelj nasljednom feudu gruzijskih Bagratida u Tao-Klardžetiji i Džavahetiji. Latavrija i njen pokojni otac Adarnaz spominju se u gruzijskom natpisu iz samostana Kabeni blizu Ahalgorija.